# Ctenoplusia vermiculata
Ctenoplusia vermiculata är en fjärilsart som beskrevs av Claude Dufay 1970. Ctenoplusia vermiculata ingår i släktet Ctenoplusia och familjen nattflyn. Inga underarter finns listade i Catalogue of Life.